# Massacre de San Miguel del Ene
O Massacre de San Miguel del Ene foi um massacre ocorrido em 23 de maio de 2021 em San Miguel del Ene, uma área rural no distrito de Vizcatán del Ene, na província de Satipo, no Peru, no qual 18 pessoas foram mortas. O massacre foi provavelmente perpetrado pelo Militarizado Partido Comunista do Peru (MPCP), uma divisão da organização terrorista maoísta Sendero Luminoso. O ataque ocorreu na região de conflito Valle de los Ríos Apurímac, Ene y Mantaro (lit: Vale dos Rios Apurimac, Une e Mantaro - VRAEM), onde o grupo atua.

## Antecedentes

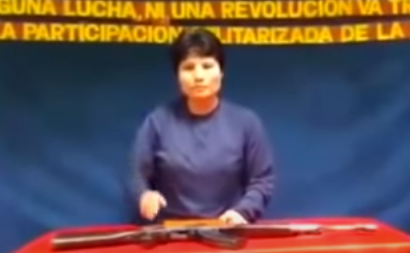
Camarada Vilma em 2018

Grupos no VRAEM (Valle de los Ríos Apurímac, Ene y Mantaro) mataram quatro membros de uma mesma família em março de 2021 em Huarcatán, acusando-os de serem informantes da polícia.
No dia 14 de maio, três semanas antes do segundo turno das eleições presidenciais de 2021, a Camarada Vilma, que tem uma forte relação com o Camarada José, chefe do Militarizado Partido Comunista do Peru – convocou um boicote às eleições, nomeando especificamente Keiko Fujimori e afirmando que qualquer um que votasse nela seria "cúmplice de genocídio e corrupção". Ela também fez um apelo semelhante antes do primeiro turno da eleição, no qual criticou quase todos os candidatos, mas focou em Fujimori e Ollanta Humala os citando como "inimigos diretos" de sua organização.

## Motivos
De acordo com os panfletos encontrados no local do ataque, os perpetradores apelam à “limpeza do VRAEM e do Peru” de párias, “parasitas e corruptos”, bem como de “homossexuais, lésbicas, dependentes químicos” e “ladrões”.

## Investigação

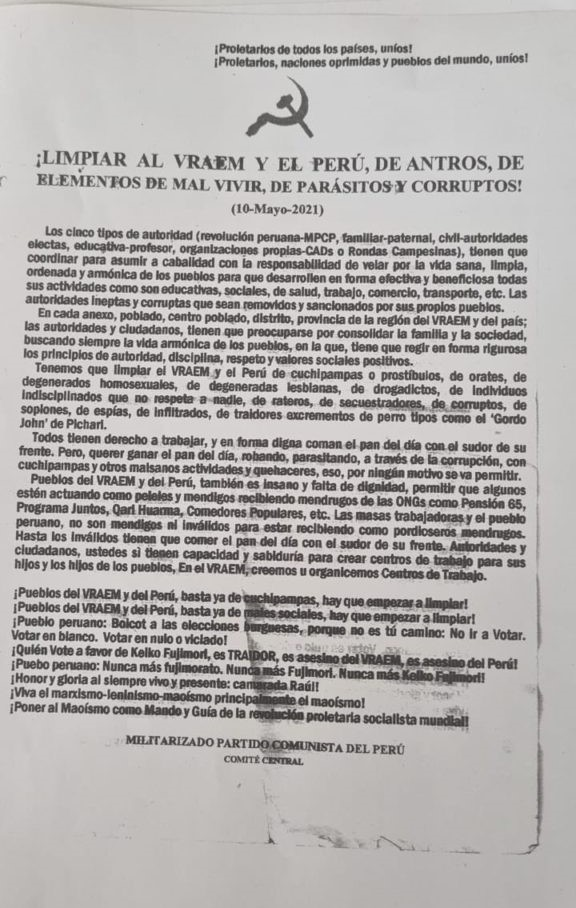
Panfleto do MPCP apreendido pela Polícia Nacional do Peru datado de 10 de maio de 2021 e que convocava uma campanha de limpeza social.

O ataque, ocorrido por volta das 22:00 horário local (UTC−05) do dia 23 de maio, e foi confirmado pelo general César Cervantes, comandante geral da Polícia Nacional do Peru, que informou sobre as mortes a tiros em massa de dez homens, seis mulheres e dois menores em um bar da zona de prostituição da localidade. As Forças Armadas do Peru divulgaram uma declaração antes de qualquer investigação, colocando o Sendero Luminoso como o perpetrador, causando certa confusão entre as pessoas, uma vez que o grupo já estava dissolvido há muito tempo. O Ministério da Defesa diria mais tarde que o ataque foi perpetrado por uma facção do Sendero Luminoso liderada pelo Camarada José. A Polícia Nacional advertiu que a atribuição da responsabilidade do ataque deveria ser realizada após uma investigação completa. Juntamente com os cadáveres, alguns dos quais foram queimados, foram encontrados panfletos assinados pelo MPCP, com a foice e o martelo, definindo o ataque como uma operação de limpeza social. Os panfletos também apelavam ao boicote das eleições de 6 de Junho, acusando de traição aqueles que votaram em Keiko Fujimori, do partido de direita Força Popular. A primeira análise da Direção de Combate ao Terrorismo concluiu, com o resultado preliminar, que os panfletos poderiam ter as características da linguagem usada pelo Sendero Luminoso.
O site de jornalismo investigativo peruano OjoPúblico entrevistou um sobrevivente que disse que os atacantes estavam vestidos à paisana e dispararam sem fazer declarações subversivas. Segundo Jo-Marie Burt, a forma apressada com que os militares e a mídia no Peru descreveram o ataque como sendo perpetrado pelo Sendero Luminoso foi uma tentativa de atacar a oposição ao establishment político conservador por meio de um apelo ao medo, especialmente usando o ataque terruqueo. O OjoPúblico descreveu o comunicado de imprensa dos militares como "uma referência imprecisa ao Sendero Luminoso".
O Ministério Público anunciou que a Promotoria Central de Huánuco e Selva, especializada em crimes de terrorismo e crimes contra a humanidade, se encarregaria da investigação e que a Polícia Nacional realizaria as autópsias dos corpos queimados, que posteriormente seriam transferidos para o necrotério do Distrito de Pichari.

## Reações
Keiko Fujimori, candidata presidencial da Força Popular,condenou o ataque durante uma conferência de imprensa em Tarapoto, bem como lamentou que "atos sangrentos" ainda acontecessem no país e enviou condolências aos familiares das vítimas Posteriormente Keiko Fujimori tentou vincular o candidato opositor Pedro Castillo ao ataque.
Pedro Castillo, candidato presidencial delo partido Peru Livre, lamentou os acontecimentos durante um comício em Huánuco e se solidarizou com os familiares das vítimas. Castillo também instou a Polícia Nacional a investigar o ataque para esclarecer os acontecimentos. Vladimir Cerrón, secretário-geral do Peru Livre, publicou um tuíte dizendo que "a direita precisava do Sendero Luminoso para vencer". Cerrón apagou o tweet momentos depois, questionando depois qual das ideologias precisava do grupo terrorista para vencer e condenou qualquer ato de terrorismo.
A primeira-ministra Violeta Bermúdez e a ministra da Defesa, Nuria Esparch, condenaram o ataque e garantiram que o processo eleitoral acoteceria normalmente. A Conferência Episcopal do Peru também se uniu para condenar o ato.